# Branden Carlson
Branden Carlson (South Jordan, 14 juni 1999) is een Amerikaans basketballer die sinds 2024 als center uitkomt voor de Oklahoma City Thunder.

## Carrière
Carlson speelde collegebasketbal voor de Utah Ufes van 2019 tot 2024. Hij stelde zich in 2024 beschikbaar voor de NBA draft. Carlson werd echter niet uitgekozen. Op 27 juni 2024 tekende Carlson toch een two-way contract bij de Toronto Raptors en de Raptors 905, het geaffilieerde team van de Raptors in de NBA G League. Op 19 oktober 2024 werd dit contract echter verbroken zodat Carlson terug een vrije speler werd. Kort daarna, op 28 oktober 2024 tekende Carlson een contract bij Raptors 905.
Nadat Isaiah Hartenstein, Chet Holmgren en Jaylin Williams met blessures waren uitgevallen tekende Carlson op 16 november 2024 een contract bij de Oklahoma City Thunder. Op 25 november 2024 maakte Carlson zijn debuut in de NBA. Tijdens zijn rookie-seizoen speelde Carlson ook regelmatig voor de Oklahoma City Blue in de NBA G League. Nadat zijn contract eerst werd verbroken en na enkele kortlopende contracten tekende Carlson op 6 februari 2025 een two-way contract in Oklahoma. Met Oklahoma werd Carlson in 2025 kampioen van de NBA. In de NBA Playoffs kreeg Carlson echter geen speelminuten.

## Statistieken
| Legenda | Legenda                | Legenda | Legenda                 | Legenda | Legenda               |
| ------- | ---------------------- | ------- | ----------------------- | ------- | --------------------- |
| WG      | Wedstrijden gespeeld   | WS      | Wedstrijden als starter | MPW     | Minuten per wedstrijd |
| FG%     | Fieldgoal-percentage   | 3P%     | Drie-punterpercentage   | VW%     | Vrije-worppercentage  |
| RPW     | Rebounds per wedstrijd | APW     | Assists per wedstrijd   | SPW     | Steals per wedstrijd  |
| BPW     | Blocks per wedstrijd   | PPW     | Punten per wedstrijd    | Vet     | Hoogste in carrière   |

### Regulier NBA-seizoen
| Seizoen  | Team                  | WG | WS | MPW | FG%  | 3P%  | FW%  | RPW | APW | SPW | BPW | PPW |
| -------- | --------------------- | -- | -- | --- | ---- | ---- | ---- | --- | --- | --- | --- | --- |
| 2024/25  | Oklahoma City Thunder | 32 | 0  | 7,7 | 44,3 | 33,3 | 77,8 | 1,7 | 0,4 | 0,2 | 0,7 | 3,8 |
| Carrière | Carrière              | 32 | 0  | 7,7 | 44,3 | 33,3 | 77,8 | 1,7 | 0,4 | 0,2 | 0,7 | 3,8 |

2 Gilgeous-Alexander · 
3 Jones · 
5 Dort · 
6 Jay. Williams · 
7 Holmgren · 
8 Jal. Williams · 
9 Caruso · 
11 Joe · 
13 Dieng · 
14 Flagler · 
15 Carlson · 
21 Wiggins · 
22 Wallace · 
25 Mitchell · 
34 K. Williams · 
55 Hartenstein · 
88 Ducas · 
Coach Daigneault